# 藤原良近
藤原 良近（ふじわら の よしちか/まさちか）は、平安時代前期の貴族。藤原式家、中納言・藤原吉野の四男。官位は従四位下・神祇伯。

## 経歴
天安2年（858年）刑部大丞のち式部少丞・蔵人を経て、貞観2年11月（861年1月）従五位下に叙爵される。翌貞観3年（861年）伊勢権守に任ぜられ任地に赴任しようとしていたところを、急遽詔により召し返され右少弁に任ぜられる。翌貞観4年（862年）母の死去により官職を辞するが、服喪期間が終了しないうちに本官に復される。
その後は貞観5年（863年）左少弁、貞観12年（870年）右中弁、貞観16年（874年）左中弁と、貞観10年（868年）に数ヶ月ほど越前権守を務めた期間を除いて、一貫して清和天皇の側近として弁官を歴任した。さらに貞観14年（872年）少納言の官職にあった正岑王・和気彜範・藤原高範が病気や服喪等により相次いで職務に就けない状況となったため、良近が判少納言として少納言の職務も遂行した。弁官を務める傍ら、土佐権守・美濃権守も兼任している。またこの間、貞観8年（866年）従五位上、貞観13年（871年）正五位下と昇進した。
貞観17年（875年）従四位下・神祇伯に叙任されるが、同年9月9日卒去。享年53。最終官位は神祗伯従四位下兼行美濃権守。

## 人物
姿や態度に見るべきものがあり、清らかで美しいと評判であった。学はなかったが政治の理論に優れていたため立身した。また、腕力が人並み外れて強く、ある時酒に酔って牛車に乗った際、戯れて同乗の者に「私が牛を進めないようにしてみよう」と言って、手で車の床を押さえつけて力を入れて動かないようにしたところ、牛が四本の足を突っ張って進もうとしても前に進まなかったという。

## 関連作品
『伊勢物語』で以下の話が語られている。
- 左衛門督・在原行平が当時左中弁であった良近を上客として招いて酒宴を開いた際、酒宴に加わっていた在原業平は、花瓶に生けてあった藤の花を題として藤原氏を讃美した（情緒に欠ける）和歌を詠んだ。周りの者がなぜこのような歌を詠むのか訝しんだところ、（良近ではなく）太政大臣（藤原良房）の栄華を賛美した歌であると、業平が説明したため、皆は非難するのをやめたという。

## 官歴
『日本三代実録』による。
- 天安2年（858年） 日付不詳：刑部大丞。11月：式部少丞
- 時期不詳：正六位上。蔵人
- 貞観2年（860年） 11月16日：従五位下
- 貞観3年（861年） 正月13日：伊勢権守。5月20日：右少弁
- 貞観4年（862年） 日付不詳：辞官（母服喪）。日付不詳：復本官
- 貞観5年（863年） 2月16日：左少弁。3月28日：次侍従
- 貞観8年（866年） 正月7日：従五位上
- 貞観10年（868年） 2月17日：越前権守
- 貞観12年（870年） 正月25日：右中弁。7月5日：築河内国堤使長官
- 貞観13年（871年） 日付不詳：正五位下
- 貞観14年（872年） 2月15日：判少納言
- 貞観15年（873年） 日付不詳：兼土佐権守
- 貞観16年（874年） 日付不詳：左中弁。日付不詳：美濃権守
- 貞観17年（875年） 日付不詳：従四位下。8月15日：神祇伯。9月9日：卒去（神祗伯従四位下兼行美濃権守）

## 系譜
『尊卑分脈』による。
- 父：藤原吉野
- 母：不詳
- 生母不詳の子女
  - 男子：藤原高用
  - 女子：清和天皇更衣